# Platypsecas razzabonii
Genre
Espèce
Platypsecas razzabonii, unique représentant du genre Platypsecas, est une espèce d'araignées aranéomorphes de la famille des Salticidae.

## Distribution
Cette espèce est endémique du Venezuela.

## Description
La femelle décrite par Ruiz et Brescovit en 2005 mesure 6,20 mm.

## Publication originale
- Caporiacco, 1955 : Estudios sobre los aracnidos de Venezuela. 2a parte: Araneae. Acta biológica Venezuelica, vol. 1, p. 265-448.